# Щетинин, Григорий Владимирович Зубок
Князь Григорий Владимирович Щетинин по прозванию Зубок (? — 1592, Терки) —  рында, голова и воевода во времена правления Ивана IV Васильевича Грозного и Фёдора Ивановича.
Из княжеского рода Щетинины. Единственный сын князя Владимира Семёновича Щетинина.

## Биография
В 1572 году рында с копьём великого князя Симеона Бекбулатовича в походе на Лифляндию. В 1575 году третий воевода в Кореле. В 1577 году рында с копьём Симеона Бекбулатовича в лифляндском походе. В 1578 году послан из Твери в Корелу первым письменным головою для вылазок, а после второй вылазной воевода в остроге с войском князя Симеона Бекбулатовича. В 1579 году прислан сеунчем из Курляндии от князя Хилкова и воеводы Безднина к Государю с известием о вторичном разбитии лифляндцев. В мае 1580 года третий, а после роспуска больших воевод, первый воевода Передового полка в Калуге, а после второй воевода Сторожевого полка в Коломне.  В 1581-1582 годах отправлен по «крымским вестем» осадным воеводой в Михайлов. В сентябре 1583 года — первый воевода в Алатыре, а с весны 1584 года второй воевода Большого полка конной рати в Казанском походе. В 1584 году первый воевода в Алатыре и велено ему писать дворян на службу в войска правой руки. В 1585 году первый воевода Большого полка для охранения построения на луговой стороне города Санчурск. В 1590 году голова в Государевом полку в походе из Новгорода на шведов. В 1591 году отправлен первым воеводой в Терки, и указано ему идти воевать шевкальского князя и другие горные народы.
Умер в 1592 году на службе в Терках.

## Семья
От брака с неизвестной имел детей:
- Князь Щетинин Василий Григорьевич — о нём никаких данных нет.

## Критика
В Российской родословной книге А.Б. Лобанова-Ростовского у князя Григория Владимировича показан единственный сын, князь — Василий Григорьевич Щетинин. В родословной книге М.Г. Спиридова князь Григорий Владимирович показан бездетным. В родословной книги из поколенной росписи поданной в 1682 году в Палату родословных дел, хранящейся в собрании князя М.А. Оболенского, у князя Григория Владимировича, сын не показан.